# Marc Büchler
Marc Büchler (1929-1980) fue un jinete suizo que compitió en la modalidad de concurso completo. Ganó una medalla de plata en el Campeonato Europeo de Concurso Completo de 1955, en la prueba por equipos.

## Palmarés internacional
| Campeonato Europeo | Campeonato Europeo    | Campeonato Europeo | Campeonato Europeo |
| Año                | Lugar                 | Medalla            | Categoría          |
| ------------------ | --------------------- | ------------------ | ------------------ |
| 1955               | Windsor (Reino Unido) | Medalla de plata   | Por equipos        |